# Bi Sheng

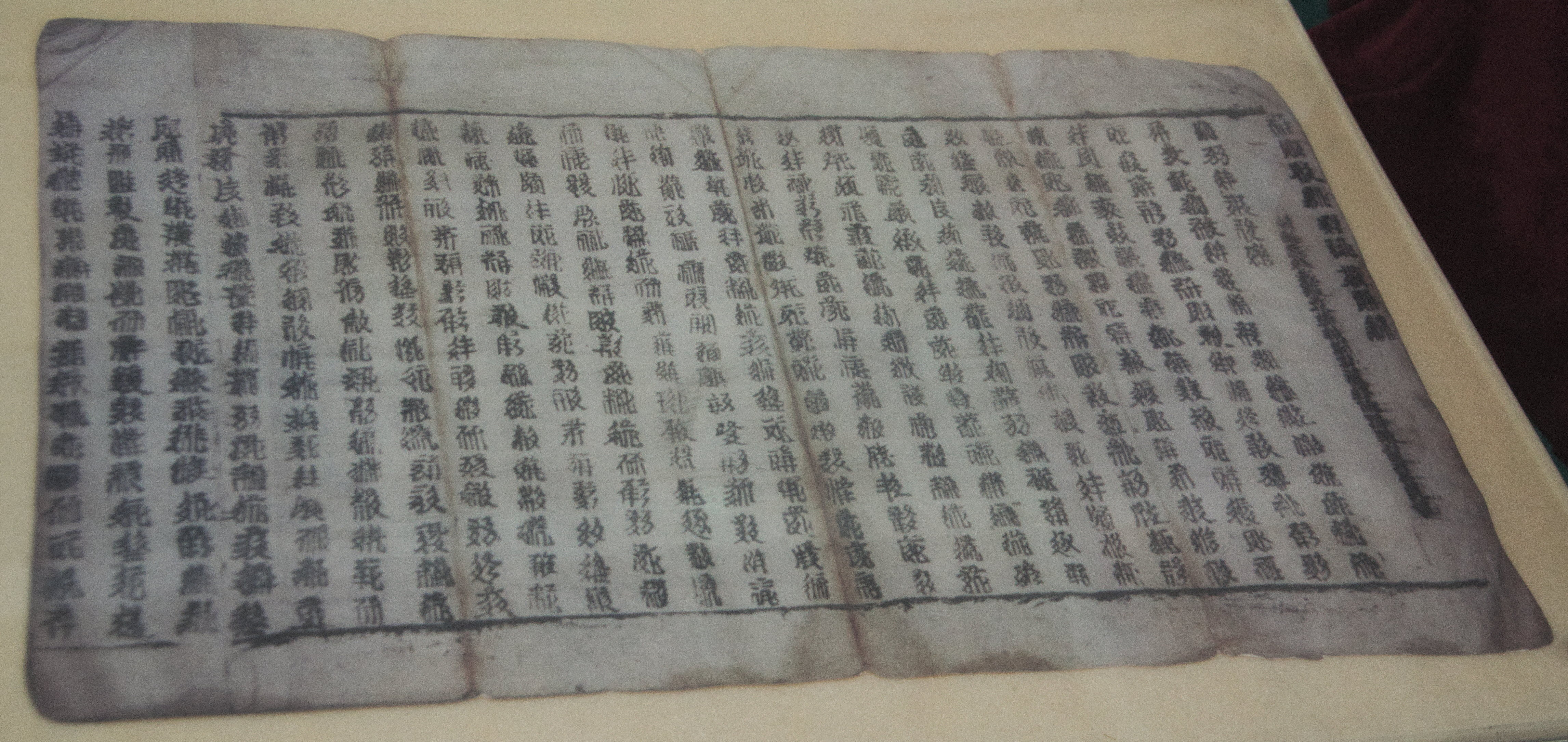
Kinesiskt tryck utfört med rörliga typer från 1100-talet.

Bi Sheng (毕昇; Bì shēng), född 990, död 1051 var en kinesisk uppfinnare som på mitten av 1000-talet uppfann konsten att trycka böcker med rörliga typer. 
Bi Sheng utvecklade under kejsare Renzongs regeringsperiod Qingli (1041–1048) tekniken att trycka böcker med rörliga typer baserat på metoden med blocktryckning från Tangdynastin (618–907). Typerna byggdes av block av porslinsliknande lera, varefter de enskilda skrivtecknen ristades in i ytan. Tekniken att trycka böcker med rörliga typer spred sig senare öster ut till Japan och Korea, och via Arabvärlden väster ut och nådde Europa i mitten av 1400-talet.
På grund av det stora antalet kinesiska skrivtecken förblev tekniken med blocktryckning fortsatt den dominerande i Kina även efter Bi Shengs uppfinning.